# یوکا اوئنو
یوکا اوئنو (انگلیسی: Yuka Ueno؛ زادهٔ ۲۸ نوامبر ۲۰۰۱) شمشیرباز زن اهل ژاپن است.